# FranceConnect
Mit FranceConnect können sich Bürger mit Wohnsitz in Frankreich für Online-Verwaltungsleistungen öffentlicher Stellen identifizieren und authentisieren. Betreiber von FranceConnect ist die Direction interministérielle du numérique (DINUM) (deutsch Interministerielle Abteilung für Digitales), eine Organisationseinheit der französischen öffentlichen Verwaltung, die für die Informationstechnik zuständig ist.
Im November 2021 wurde der Quellcode unter freier Lizenz offengelegt und ist auf Github verfügbar.

## Funktion
FranceConnect kommt zum Einsatz, wenn der Nutzer auf einer Internetseite auf die farbige Schaltfläche FranceConnect klickt. Wenn der Benutzer auf diese klickt, wird die Lücke zwischen dem Identitätsanbieter und dem Dienstanbieter geschlossen, indem eine eindeutige technische Kennung generiert wird. Nach erfolgreicher Identifizierung und Authentifizierung beim gewählten Identitätsanbieter sendet dieser die Identitätsdaten (Geburtsname, Vornamen, Geburtsdatum und -ort und Geschlecht) an den Teledienst. Zu den Identitätsanbietern zählen folgende Unternehmen bzw. Webseiten:
- das Benutzerkonto auf impots.gouv.fr;
- das Benutzerkonto Ameli der französischen Krankenversicherung;
- das Benutzerkonto bei Mutualité sociale agricole (MSA);
- die digitale Identität bei der Post (La Poste);
- die digitale Identität MobileConnect et Moi d’AriadNEXT;
- die digitale Identität YRIS d’AriadNEXT.

FranceConnect basiert auf dem Protokoll OpenID Connect.

## Nutzerzahlen
Im Februar 2019 zählte FranceConnect acht Millionen Nutzer sowie fünf Millionen Verbindungen monatlich. Im November 2021 wurden mehr als 30 Millionen Nutzer registriert und mehr als 900 Onlinedienste angeboten. Im April 2022 wurde FranceConnect von mehr als 37 Millionen Nutzern für mehr als 1.000 Onlinedienste genutzt.

## FranceConnect+
Die Plattform FranceConnect+ ist die Weiterentwicklung von FranceConnect, die im September 2021 veröffentlicht wurde. FranceConnect+ trägt den Anforderungen an eine noch höhere Sicherheit Rechnung.